# Opalith

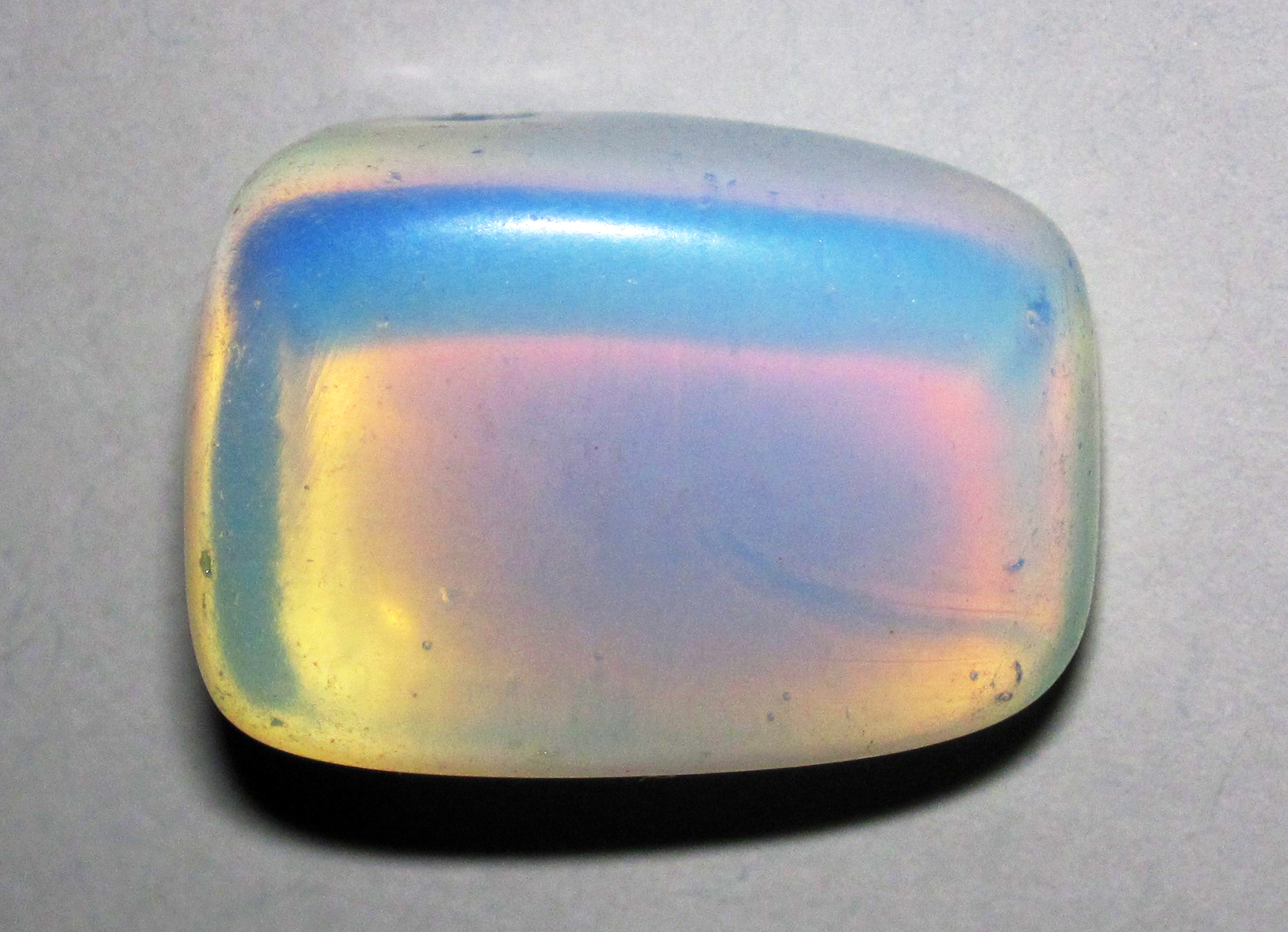
Opalit

Ein Opalith (auch Opalit) ist ein künstlich hergestellter Schmuckstein, der als Imitat von natürlich vorkommendem Opal eingesetzt wird.
Der Begriff wird synonym auch für natürliche Opale ohne charakteristische Opaleszenz verwendet.

## Herstellung
Opalith wird durch das Verschmelzen von verschiedenen Mineralen wie unter anderem Dolomit und Quarz mit Metallen hergestellt, um ein glasartiges Material mit bläulichem oder milchigem zu erzeugen. Zur Verstärkung des irisierenden bzw. opaleszierenden Glanzes wird Opalith zusätzlich mit Metallbeschichtungen oder Farbstoffen behandelt.